# Испытание Гилберта Пинфолда
«Испытание Гилберта Пинфолда» — роман Ивлина Во, опубликованный в 1957 году. Согласно записям в дневнике, работа над романом началась в октябре 1956 года. Первое издание вышло в 1957 году.

## История создания
После окончания Второй мировой войны Во начинает ощущать утрату интереса к себе и чувствует, что его творческие способности истощаются. «Моя жизнь прекратилась вместе с войной», — сказал он в интервью в 1954 году. Для публики он представляет уже только ностальгический интерес. Он сам считает, что его романы устарели, и предполагает, что после шестидесяти лет не проживёт долго. Эти предсказания подтверждались большим количеством заболеваний — артрит, ревматизм, ишиас, пародонтоз и кумулятивные последствия десятилетий алкоголизма и употребления сильнодействующих лекарств. В 1953 году Во становится полностью глух на одно ухо и начинает пользоваться длинной слуховой трубкой.
Тем не менее в эти годы Во интенсивно работает, создаёт свои главные биографические и исторические произведения («Рональд Нокс» (1959), «Турист в Африке» (1960), трилогию «Меч почёта»), однако работа не приносит ощутимого улучшения финансового положения. Ещё в 1950 году возникла идея экранизировать «Возвращение в Брайдсхед», реализация которой могла решить проблемы, однако фильм не состоялся. Во сокращает расходы, соглашается печатать свои ранние статьи, однако его всё равно преследует страх, что он не сможет содержать семью. За два года было распродано только 19 000 экземпляров «Людей при оружии», тогда как «Возвращение в Брайдсхед» разошлось тиражом в 50 000. Критические отзывы всё больше раздражают писателя. Одна журналистка в своей рецензии на «Любовь среди руин» пишет, что она «зевала, зевала, зевала».
Во второй половине января 1954 года Во отправляется в морское путешествие на Цейлон, надеясь продолжить работу в дороге. Однако там он начинает слышать голоса и почти убеждён, что одержим демонами. Он прерывает путешествие и возвращается домой, и его жена обращается к священнику Караману, образ которого выведен в «Испытании» под именем отца Уэстмакотта, с просьбой об экзорцизме. Караман немедленно звонит Эрику Штрауссу, главному психиатру лондонской больницы Святого Варфоломея, который, в свою очередь, немедленно приезжает и диагностирует у писателя галлюцинации из-за отравления бромидом. Штраусс выписывает новое снотворное, и галлюцинации постепенно прекращаются.
Зная, что история о болезни мужа может быть превратно подана газетными врагами писателя, Лаура считает, что произошедшее лучше сохранить в тайне. Однако Во вопреки её решению рассказывает об этой ситуации друзьям. Год спустя, по совету Эрика Штраусса, у него появляется мысль пересказать её в форме вымышленной истории. Первое издание вышло в издательстве Chapman & Hall в 1957 году. Для американского издания Во написал специальное предисловие, в котором призывал читателя сравнить свою историю с рассказом о Гилберте Пинфолде.

## Сюжет
Известный писатель Гилберт Пинфолд, отметив пятидесятилетие, живёт в своём поместье вдвоём с женой, спивается и постепенно сходит с ума. Один из его соседей является обладателем Ящика, загадочного прибора, излечивающего от любых болезней путём настройки на «жизненные волны» человека. Пинфолд не верит в силу прибора, но боится его и владеющего им соседа. Однако испортившееся с возрастом здоровье, артрит и бессонница вынуждают его обратиться к местному врачу, который выписывает ему от бессонницы новое сильнодействующее средство («серые пилюли»). При этом Пинфолд уже десять лет пьёт покупаемый тайком от врача «совершенно особый препарат, хлоралбромид». Постепенно у Пинфолда ухудшается память, появляются ложные воспоминания и галлюцинации, он может передвигаться только с двумя тростями и очень много спит.
Незадолго до своего юбилея Пинфолд соглашается дать интервью «Би-би-си». Приехавший к нему журналист по фамилии Ангел производит на писателя неприятное впечатление. После интервью Ангел собирается заехать к соседу Пинфолда. Однако сосед за день до этого повесился, что заставляет Пинфолда с ещё большим подозрением относиться к журналисту. После того как произошёл ещё ряд случаев, пошатнувших душевное равновесие писателя, он решает отправиться в путешествие и в пути закончить свой роман. В связи с отсутствием выбора он берёт билет на судно «Калибан», отправляющееся на Цейлон.
Заехав по дороге к матери и с трудом вынеся дорогу в Ливерпуль, Пинфолд в полубессознательном состоянии оказывается на пароходе. Напившись по прибытии на борт, он забывает завести часы и утрачивает чувство времени. В списке пассажиров он обнаруживает фамилию «Ангел», но сознательно этот факт не отмечает. Через некоторое время у него начинаются слуховые галлюцинации: сначала ему слышится джаз и стук собачьих когтей в соседней каюте, потом он отчётливо слышит происходящую под его палубой протестантское молитвенное собрание и исповедь. Пинфолд решает, что корабль был во время войны оборудован секретной техникой. По-прежнему находясь в плохом состоянии и продолжая употреблять взятые с собой лекарства, Пинфолд редко выходит на палубу и мало общается с другими пассажирами, ему кажется, что все его обсуждают, подвергая сомнению его утверждения о фактах его биографии и оспаривая его право обедать за капитанским столом.
Джаз продолжает преследовать его, ему кажется, что он слышит всё происходящее на корабле. Пинфолд думает, что происходит бунт и одного из матросов пытают и убивают в каюте капитана при помощи женщины, которую Пинфолд называет Гонерильей. Никаких подтверждений этому он не видит, пассажиры и команда внешне спокойны, но это его не убеждает. Он слышит в своей каюте радиопередачи «Би-би-си», где оскорбляют его творчество. Наконец он начинает слышать голоса какого-то многочисленного семейства, обвиняющие его в том, что он еврей по фамилии Пайнфельд, гомосексуалист, большевик, фашист, аморальный тип, «разоритель Церкви и крестьянства». Часть из них хочет его избить, девушка Маргарита безумно влюблена в него.
При приближении к Гибралтару Пинфолду кажется, что их корабль замешан в опасном дипломатическом инциденте и только его выдача испанцам может позволить кораблю следовать дальше. Голоса становятся всё более назойливыми, и он решает сойти с корабля в Порт-Саиде и лететь дальше самолётом. Голоса не прекращаются ни в самолёте, ни на Цейлоне. Постепенно Пинфолд понимает, что Ангелы, которых он видел в списке пассажиров, — это семья того Ангела, который брал у него интервью. Он понимает, что это они виноваты в смерти его соседа, которого довели до самоубийства. Пинфолд их разоблачает, угрожает, что сообщит обо всём руководству на радиостанцию. Ангел пытается договориться, обещая прекратить посылать ему сигналы.
Проведя несколько дней на Цейлоне, где его состояние существенно не улучшилось, Пинфолд самолётом возвращается в Лондон. По дороге он отказывает Ангелу в ответ на предложение забыть обо всём и, если Ангел оставит писателя, не сообщать о нём никому. В Лондоне жена Пинфолда доказывает ему, что всё, что ему слышалось, было плодом его воображения. Писатель излечивается, а излечившись, решает написать роман «Испытание Гилберта Пинфолда».

## Анализ произведения и критика

### Имя заглавного героя
В английском языке слово pinfold имеет значение «загон для скота». Также Оксфордский словарь английского языка включает глагол to pinfold, означающий «замыкаться, заключать себя в тесные границы».
В 1955 году Во написал несколько писем в ряд изданий («Catholic Herald», «The Times»), подписанных псевдонимом «Тереза Пинфолд» (Teresa Pinfold). Сохранившиеся письма чрезвычайно кратки, в них автор рассуждает о католичестве. Согласно воспоминаниям Лауры Во, Пинфолд — фамилия человека, построившего Piers Court, дом, в котором семья Во проживала длительное время.

### Отзывы
Поскольку в редакторском предисловии к первому изданию указывалось, что роман основан на жизненном опыте автора, никаких сомнений относительно того, что за образом Гилберта Пинфолда стоит сам Ивлин Во, ни у кого не было. Критика нашла произведение в целом не очень забавным и приводящим в замешательство. Первая глава («Портрет художника в зрелые годы»), содержащая описание жизни писателя и его семьи, критиками была принята более благосклонно, чем последующие части произведения.
Содержательную рецензию на роман написал Джон Бойнтон Пристли. В ней он изобретает слово pinfolding, означающее «быть артистом, тщательно притворяющимся, что он не артист». Пристли обвиняет Пинфолда в измене самому себе, в том, что тот не выполняет социальной роли писателя, а скрывается в глуши и пьянствует. Подводя итоги испытания Пинфолда, Пристли замечает, что, «если он думает, что его проблемы прекратились, то он дурак. Его предупредили». Скрытая правда голосов состоит в том, что Пинфолд не то, что он сам о себе думает. Он не джентльмен-помещик, пытающийся быть писателем, а наоборот — писатель, пытающийся казаться помещиком, и эти два образа не совместимы между собой.
На эту статью Во ответил месяц дал чрезвычайно раздражённый ответ «Anything wrong with Priestley», отвергнув претензии Дж. Пристли давать ему советы и ставить диагноз в таком «пророческом тоне». Само произведение Во охарактеризовал как «откровенный автобиографический роман» (англ. a confessedly autobiographical novel), в котором он попытался совместить две несовместимые роли — художника и сельского джентльмена.

### Психиатрия
Роман считается одним из лучших описаний основных симптомов шизофрении и бреда (голоса и галлюцинации) и часто используется в специальной литературе для иллюстрации определения, что «ненормальное восприятие + нормальная логика = бред». При этом специалисты отмечают, что в романе описана не собственно шизофрения, а только её симптомы, вызванных злоупотреблением препаратами и алкоголем.
По мнению известного психолога Криса Фрита, данное произведение «неотразимо» иллюстрирует потребность человека, страдающего галлюцинациями, рационализировать свой бред:
Долго, часа два, пожалуй, лежал и слушал мистер Пинфолд.  Он  отчетливо слышал не только все, что говорилось в непосредственной близости от него, но и в самых разных местах. Он уже включил свет в каюте и,  глядя  на  плетение трубок и проводов на потолке, вдруг осознал, что здесь, наверное, имеет быть некий общий узел связи. И по озорству или недогляду, а может, это осталось с войны, только все служебные разговоры передавались в его каюту. Война  лучше всего  объясняла  казус.  Как-то  во  время  бомбежек  в  Лондоне  ему  дали гостиничный номер, который поспешно освободил проезжий союзнический деятель. Когда он поднял телефонную трубку, чтобы заказать завтрак,  выяснилось,  что он звонит по секретной связи прямо в канцелярию кабинета. Что-то в этом роде происходит и  на  "Калибане".  Когда  это  был  военный  корабль,  в  каюте, несомненно, располагался своего рода оперативный штаб; а когда судно вернули прежним владельцам и вновь оборудовали для пассажирских перевозок,  инженеры упустили  отключить  связь.  Только  этим  можно  было   объяснить   голоса, осведомлявшие его о всех этапах драматического происшествия.
Структура слуховых галлюцинаций подробно анализируется в статье R. Neill Johnson (1996). Также в ней проводится параллель с невротичностью рассказчика в другом романе И. Во, «Мерзкая плоть».

## Издания
- Ивлин Во. Испытание Гилберта Пинфолда / Пер. с англ.: В. А. Харитонова. — М.: изд. им. Сабашниковых, 1992. — (Классики мировой литературы XX века). — 70 000 экз. — ISBN 5-8242-0007-6.